# Andrea Gastaldi
Andrea Gastaldi (né à Turin le 18 avril 1826  et mort dans la même ville le 9 janvier 1889) est un peintre italien, principalement de scènes et des portraits historiques. 

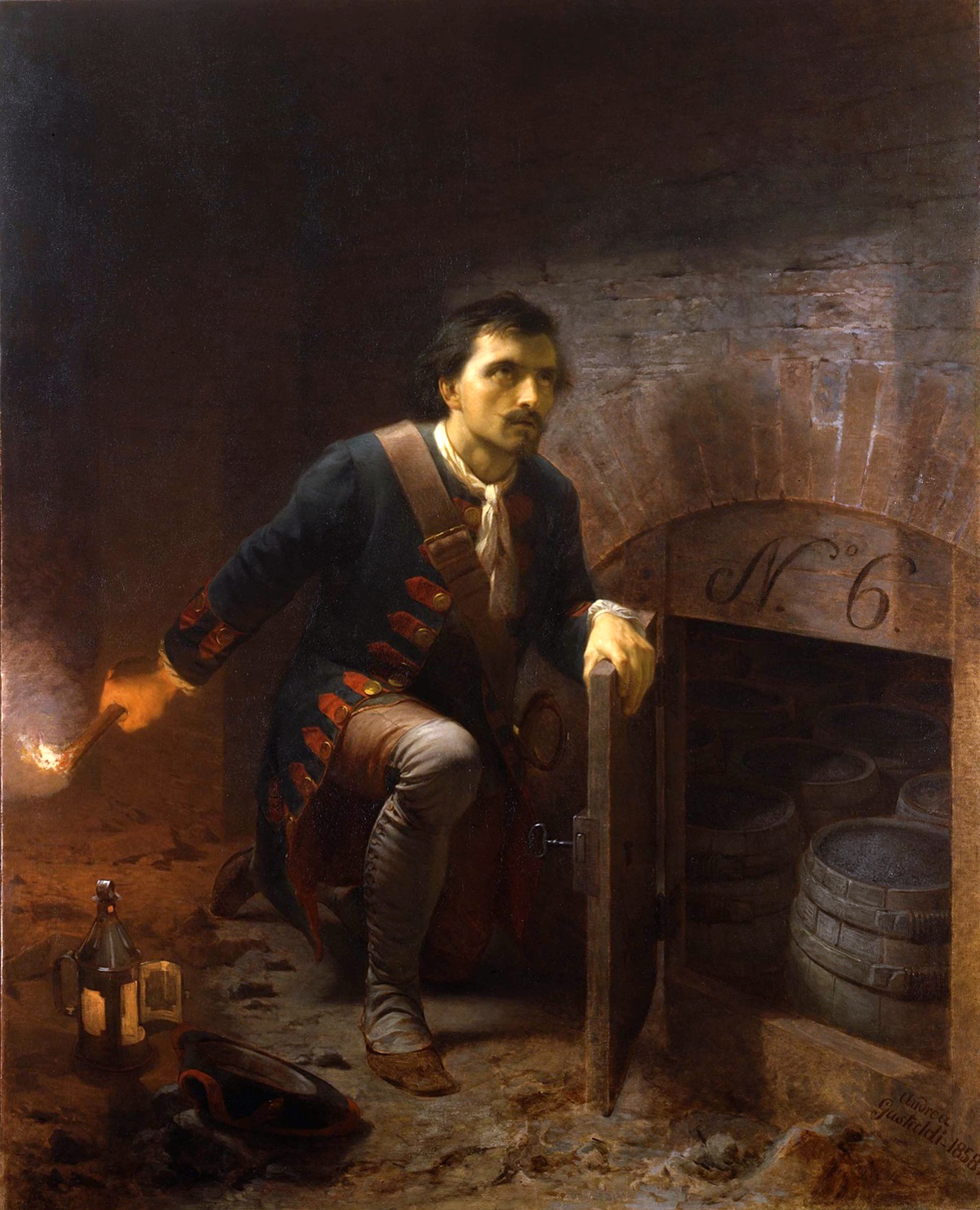
Pietro Micca allume la poudre à canon (1858, Museo del Risorgimento, Turin).

## Biographie

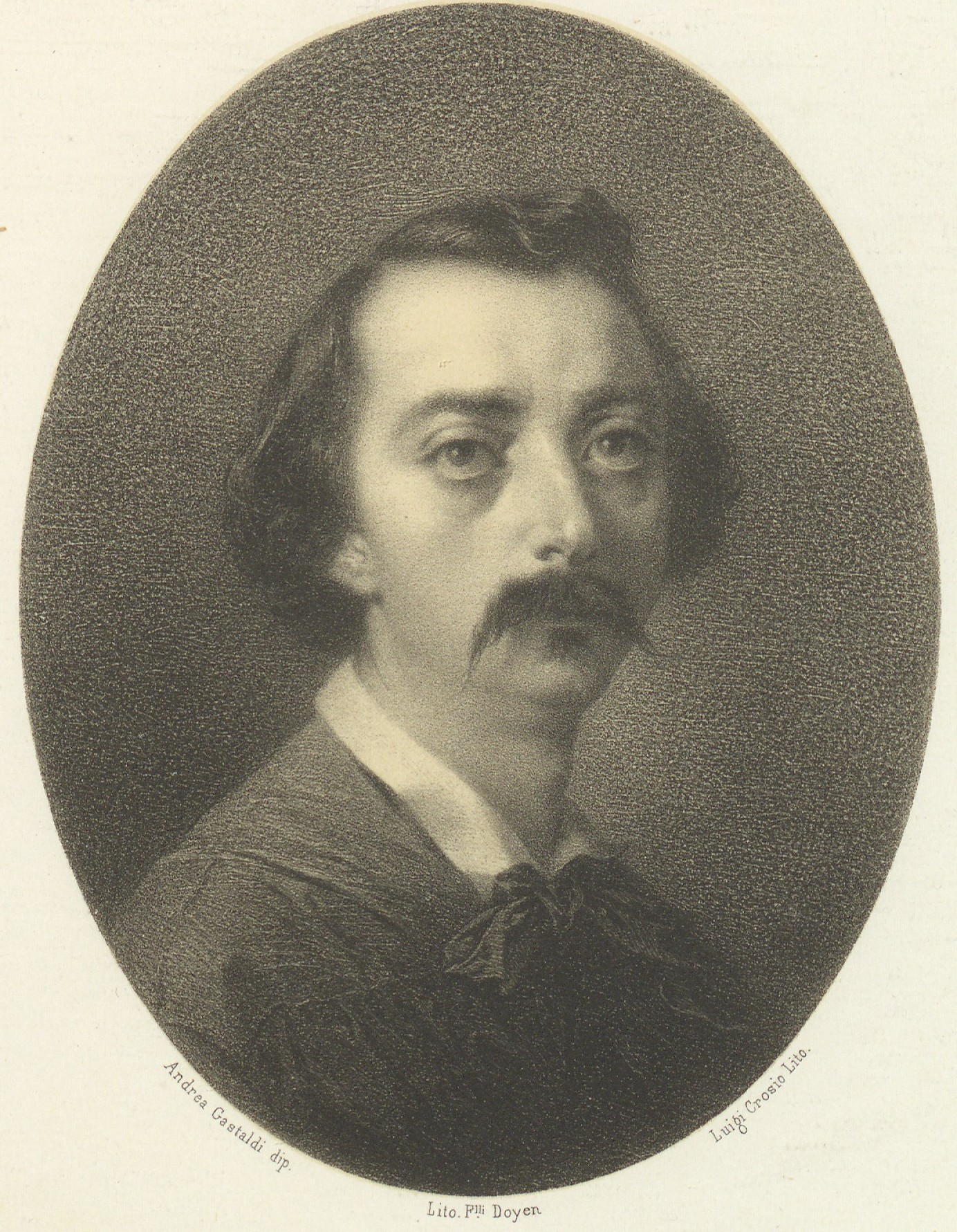
Autoportrait d'Andrea Gastaldi, lithographe, 1871

Andrea Gastaldi est né et mort à Turin, dans le Piémont. Il a étudié à l'Accademia Albertina sous Michele Cusa, Giovan Battista Biscarra et Carlo Arienti. Il se rend à Florence et à Rome de 1850 à 1851 et de 1853 à 1859 ; et  passe quelque temps à Paris à étudier dans l'atelier du peintre Thomas Couture. Il a également rencontré Paul Delaroche. 
En 1860, à la Promotrice delle Belle Arti de Turin, avec la peinture de Pietro Micca, il remporte le prix de l'institut financé par le Marchese Di Breme, et est nommé professeur de peinture à l' Albertina. 
Parmi ses autres œuvres dépeignant des sujets historiques ou littéraires se trouve Le Prisonnier de Chillon (1854, Promotrice de Turin). Cette œuvre est basée sur un poème de Lord Byron et a été transformée en gravure acquaforte par Alberto Maso Gilli en 1864 dans un album de la Promotrice. 
D'autres travaux incluent: Gerolamo Savonarola en prison (1856) ; L'Innominato (1860) et Atala (1862).  
Gastaldi a réalisé deux versions du tableau Sogno di Parisina (dont la version de 1852 à la Pennsylvania Academy of Fine Arts de Philadelphie et une deuxième version de 1867 à Turin).  
L'épouse de Gastaldi, Léonie Lescuyer-Gastaldi, était également peintre, formée avec Rosa Bonheur. Son frère, Lorenzo Gastaldi (it), était l'archevêque de Turin de 1871 à 1883. Parmi les élèves de Gastaldi figurent Giovanni Battista Carpanetto, Giacomo Gandi, Giacomo Grosso et Mathilde Sallier de La Tour.

## Œuvres
- Il sogno di Parisina (1852),
- Pietro Micca (1858),
- Gerolamo Savonarola in prigione (1856)
- L'Innominato (1860)
- Atala (1862).